# ویلیام تامس
 ویلیام جان تامس (انگلیسی: William John Thoms؛ ۱۶ نوامبر ۱۸۰۳ – ۱۵ اوت ۱۸۸۵) یک نویسنده و فرهنگ عامه‌شناس بریتانیایی‌ بود. ابداع اصطلاح فولکلور به سال ۱۸۴۶ میلادی را به وی نسبت داده‌اند.